# Rome WCT 1976
Il Rome WCT 1976 è stato un torneo di tennis giocato su campo in sintetico indoor. È stata la 1ª edizione del Rome WCT, che fa parte del World Championship Tennis 1976. Si è giocato a Roma in Italia dal 18 al 22 febbraio 1976 nel Palazzo dello Sport.

## Campioni

### Singolare maschile
Arthur Ashe ha battuto in finale  Robert Lutz con il punteggio di 6–2 0–6 6–3

### Doppio maschile
Robert Lutz /  Stan Smith hanno battuto in finale  Dick Crealy /  Frew Donald McMillan con il punteggio di 6(5)–7, 6–3, 6–4